# Jan Odrzywolski
Jan Odrzywolski herbu Nałęcz (zm. w 1652 roku) – kasztelan czernihowski w latach 1646–1652, starosta winnicki w latach 1638–1652,  starosta żydaczowski w latach 1628–1638, strażnik wielki koronny w latach 1619–1621, w 1624 rotmistrz chorągwi kozackiej.
Studiował w Dillingen w 1590 roku i w Padwie w latach 1592–1594.
Słynny zagończyk, rotmistrz wojsk kwarcianych w 1618 roku, uczestnik wojen moskiewskich, szwedzkich i tureckich oraz walk z Kozakami.
Poseł na sejmy 1639 i 1642 roku z województwa bracławskiego.
Protegowany hetmana Stanisława Koniecpolskiego, był katolikiem.
Jego żoną była Marianna Gembicka, wdowa po Franciszku Hieronimie Gostomskim i Anna Czuryło (z. 1647), córka Marcina i Anny Jazłowieckiej. 
Został zamordowany w 1652 roku po bitwie pod Batohem podczas rzezi polskich jeńców, aczkolwiek po kraju krążyły przez kilka lat pogłoski, jakoby uratował go dla okupu jakiś znaczny Tatar.